# Gerhard Berthold
Gerhard Berthold (ur. 12 marca 1891, zm. 14 kwietnia 1942 w pobliżu Juchnowa) – niemiecki wojskowy, generalmajor. Dowódca 31 Dywizji Piechoty, a następnie XXXXIII Korpusu Armijnego. Zginął w walce w okolicach Juchnowa w środkowej Rosji. Pośmiertnie awansowany do stopnia generalleutnanta. 

## Odznaczenia
- Krzyż Rycerski Krzyża Żelaznego (1941)
- Okucie do Krzyża Żelaznego(inne języki) I i II klasy (1939)